# Hệ thống vệ tinh Quasi-Zenith
Hệ thống vệ tinh Quasi-Zenith (QZSS) là một dự án của chính phủ Nhật Bản cho sự phát triển hệ thống truyền thời gian bốn vùng vệ tinh và hệ thống tăng cường vệ tinh cho Hoa Kỳ hoạt động toàn cầu Hệ thống định vị (GPS) phải thu ở các khu vực Châu Á - Châu Đại Dương, tập trung vào Nhật Bản. Mục tiêu của QZSS là cung cấp các dịch vụ định vị chính xác và ổn định cao trong khu vực Châu Á - Châu Đại Dương, tương thích với GPS. Dịch vụ QZSS bốn vệ tinh (QZS-4) có sẵn trên cơ sở thử nghiệm kể từ ngày 12 tháng 1 năm 2018, và dự kiến bắt đầu như một dịch vụ sản xuất vào ngày 1 tháng 11 năm 2018. 

## Lịch sử
Năm 2002, chính phủ Nhật Bản đã cho phép phát triển QZSS, như một hệ thống chuyển giao thời gian trong khu vực ba vệ tinh và một hệ thống tăng cường vệ tinh cho Hoa Kỳ vận hành Hệ thống định vị toàn cầu (GPS) để thu được tại Nhật Bản. Một hợp đồng đã được trao cho Advanced Space Business Corporation (ASBC), bắt đầu phát triển khái niệm, và Mitsubishi Electric, Hitachi và GNSS Technologies Inc. Tuy nhiên, ASBC đã sụp đổ trong năm 2007 và công việc được thực hiện bởi Nghiên cứu và Ứng dụng Định vị Vệ tinh Trung tâm (SPAC), thuộc sở hữu của bốn cơ quan chính phủ Nhật Bản: Bộ Giáo dục, Văn hóa, Thể thao, Khoa học và Công nghệ, Bộ Nội vụ và Truyền thông, Bộ Kinh tế, Thương mại và Công nghiệp và Bộ Đất đai, Cơ sở hạ tầng, giao thông và du lịch. 